# Bøf Stroganoff
Bøf stroganoff (fransk stavemåde bœuf Stroganov, russisk бефстроганов) eller Govyadina Stroganov er en russisk gourmetret lavet af sauterede tern eller strimler af spidsen af oksemørbrad i en syrlig sovs indeholdende løg (eller skalotteløg), creme fraiche og sennep.

## Oprindelse
Den første kendte skriftlige omtale af en oksemørbrads-stroganoff (som Gowjadina po-stroganowski, russisk говядина по-строгановски) var af Elena Molokhovets i 1871-udgaven af hendes russiske kogebog Подязвы мохроды мохродя зоди (Podarok molodym chosajkam), »Gave til unge husmødre«). Der er retten beskrevet som en slags ragout med sennepssovs, der også indeholder creme fraiche.
Den franske kok Charles Brière, der virkede i Sankt Petersborg, præsenterede bøf stroganoff i 1891 ved en kokkekonkurrence i Paris. Det endte med at blive en klassiker inden for international eksklusiv gastronomi. Flere forskere har imidlertid anført, at det drejede sig om en forbedret udgave af ældre russiske opskrifter.
Navnet kommer fra den russiske adelsfamilie Stroganoff; anekdotisk tilskrives det både grev Grigorij Alexandrovich Stroganoff og grev Sergej Grigorijevich Stroganov, der døde i eksil i Paris i 1923.

## Tilberedning
Ved tilberedningen skæres filetspidserne i tern eller i tynde strimler og sauteres kort i klaret smør ved høj varme – kødet skal stadig være blodigt indvendigt – og efter en hvileperiode med kødsaften, der er skilt ud, i en separat sovs tilberedt af løg (eller skalotteløg) der er stegt gyldengule, creme fraiche, samt kalvekødssky eller demiglace og kort sauteret i smør. Smag til med sennep, eddike og/eller citronsaft. Når kødet er tilsat sovsen, må det ikke koge mere, da kødet ville blive sejt. Oksekødstroganoffen bør derfor serveres med det samme.
Forskellige variationer af denne opskrift er blevet offentliggjort, hvor pickles og/eller sauterede svampe tilsættes sovsen.
Normalt serveres bøf stroganoff med kartoffelmos som oprindeligt; men ris, pasta eller almindelige kartofler forekommer også.